# Ormiscodes angrandi
Ormiscodes angrandi är en fjärilsart som beskrevs av Eugène Louis Bouvier 1923. Ormiscodes angrandi ingår i släktet Ormiscodes och familjen påfågelsspinnare. Inga underarter finns listade i Catalogue of Life.